# Wilhelm Schmitz-Steinkrüger
Wilhelm Schmitz-Steinkrüger (* 29. März 1909 in Leichlingen; † 1994 in Köln) war ein deutscher Künstler, der sich vor allem mit Glasmalereien und Mosaiken beschäftigte.

## Ausbildung
Schmitz-Steinkrüger studierte bei Jan Thorn Prikker an den Kölner Werkschulen.

## Familie
Während seines Studiums lernte er an den Kölner Werkschulen seine spätere Frau und Mutter seiner drei Kinder Milli Schmitz-Steinkrüger (geborene Beckers; 1907–2001) kennen. Sie gründeten zusammen ein gemeinsames Atelier in Köln.

## Künstlerischer Werdegang
Schon früh fand Schmitz-Steinkrüger seinen Hauptschwerpunkt der künstlerischen Arbeit in der Glasmalerei und im Schaffen von Mosaiken. Während der Zeit des Nationalsozialismus galten seine Werke als entartete Kunst.

## Werke

### Auswahl Glasbilder

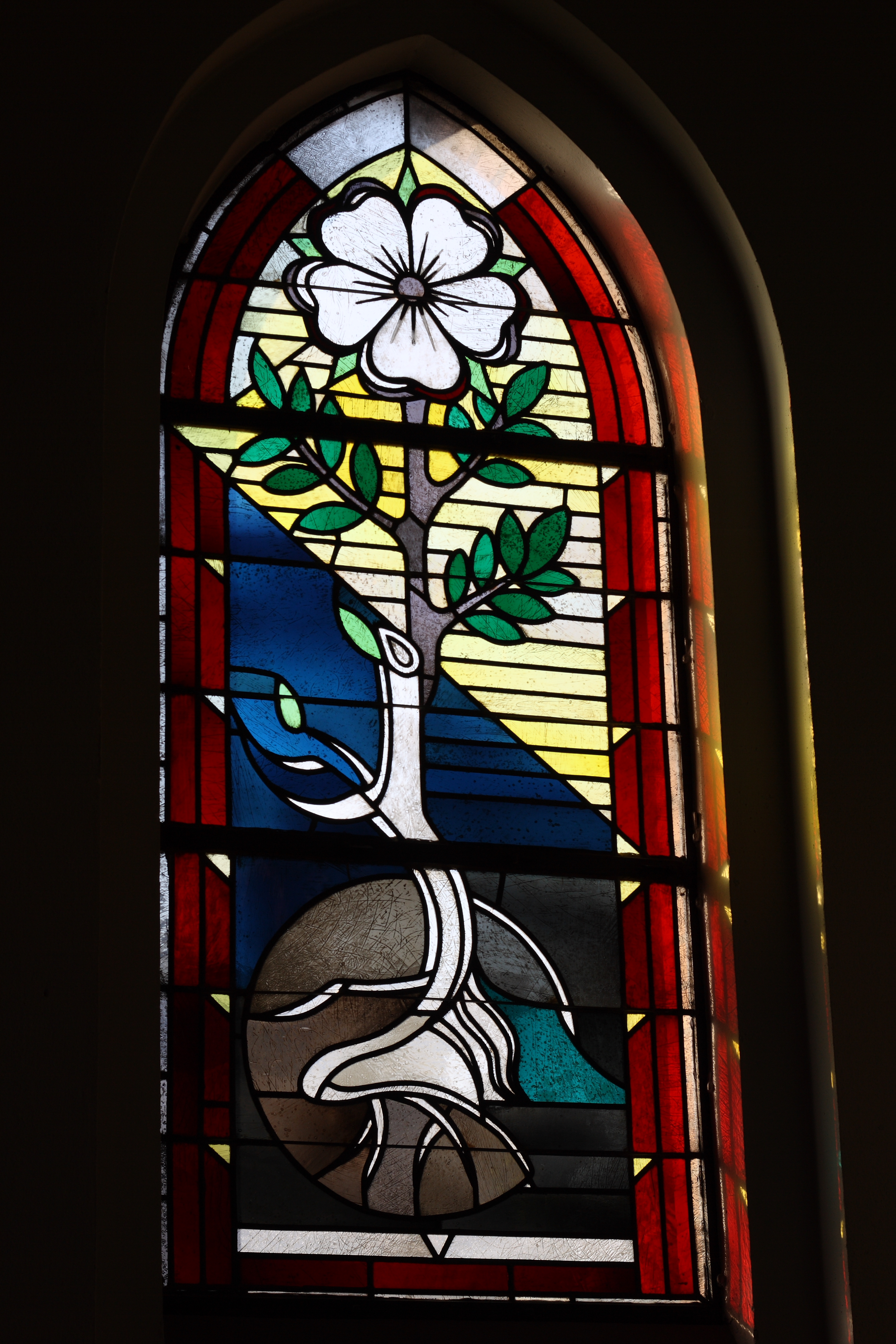
Eines der von Wilhelm Schmitz-Steinkrüger für die Kirche St. Severin in Hermülheim entworfenen Bleiglasfenster.

- Bad Honnef-Rommersdorf, Kapelle St. Anna
- Bedburg, Kath. Kirche St. Lambertus
- Bedburg-Kirdorf, Kath. Kirche Alt St. Willibrord
- Bedburg-Königshoven, Kapelle St. Petrus
- Bergisch Gladbach, Kath. Kirche St. Laurentius
- Bonn, Kath. Kirche St. Marien
- Dorsten-Hervest, Kath. Kirche St. Josef
- Duisburg-Fahrn, Kath. Kirche St. Konrad
- Düsseldorf-Hassels, Kath. Kirche St. Antonius
- Düsseldorf-Wittlaer, Kath. Kirche St. Remigius
- Euskirchen, Kath. Kirche St. Martin
- Hürth-Hermülheim, Kath. Kirche St. Severin
- Hürth-Kendenich, Kath. Kirche St. Johannes Baptist
- Köln, Erzbischöfliches Priesterseminar
- Köln, Kath. Kirche St. Agnes
- Köln, Kath. Kirche St. Maternus
- Köln-Bickendorf, Kath. Kirche St. Dreikönigen
- Köln-Buchheim, Herler Kapelle St. Johannes Nepomuk
- Köln-Longerich, Kath. Kirche St. Bernhard
- Köln-Poll, Kath. Kirche Hl. Dreifaltigkeit
- Königswinter-Oberpleis, Kath. Kirche St. Pankratius
- Leichlingen-Witzhelden, Kath. Kirche St. Heinrich
- Leverkusen-Fettehenne, Kath. Kirche St. Matthias
- Leverkusen-Quettingen, Kath. Kirche St. Maria Rosenkranzkönigin
- Nideggen, Kath. Kirche St. Johann Baptist
- Niederkassel, Kath. Kirche St. Matthäus
- Oer-Erkenschwick, Kath. Kirche Christus König
- Siegburg, Kath. Kirche St. Servatius
- Willich, Kath. Kirche St. Katharina
- Zülpich-Hoven, Kloster Marienborn

### Auswahl Mosaike
- Köln, Ehrenfriedhof von St. Georg (Kreuzweg-Stationen)
- Oberpleis, Grabmal Dr. Franz Heinen (1947)